# Limosina horrida
Limosina horrida är en tvåvingeart som beskrevs av Rohacek 1978. Limosina horrida ingår i släktet Limosina och familjen hoppflugor. Inga underarter finns listade i Catalogue of Life.